# Eden Park
Der Eden Park ist das größte Stadion der neuseeländischen Stadt Auckland. Im Winter wird Rugby Union gespielt, im Sommer Cricket. Das Stadion mit 50.000 Sitzplätzen liegt drei Kilometer südwestlich des Stadtzentrums an der Grenze der Vororte Kingsland und Mount Eden. Hauptnutzer sind die Rugbymannschaften Auckland Rugby Football Union (im ITM Cup) und Blues (in der Super Rugby).
Die Gegend um den Eden Park wurde seit etwa 1900 für sportliche Zwecke genutzt. Seit 1910 wird hier Cricket gespielt, insbesondere Test Cricket und One-Day Cricket. So war das Stadion einer der Austragungsorte des Cricket World Cup 1992 und des Cricket World Cup 2015. Seit 1925 ist auch die Auckland Rugby Football Union hier beheimatet. Das Endspiel der Rugby-Union-Weltmeisterschaft 1987 fand im Eden Park statt. Für die Weltmeisterschaft 2011 wurde die Kapazität durch Zusatztribünen zeitweise auf 60.000 Zuschauer erhöht. Bei dieser Veranstaltung fanden mehrere Vorrundenspiele sowie das Spiel um den 3. Platz und das Endspiel im Eden Park statt. Danach war das Stadion einer der Austragungsorte der Frauen-Rugby-Union-Weltmeisterschaft 2021.
Der Eden Park wurde als eines von zehn Stadien für die Fußball-Weltmeisterschaft der Frauen 2023 ausgewählt.